# 默勒布勒姆
默勒布勒姆（羅馬化：Malappuram，發音：[mɐlɐpːurɐm] ⓘ)），是印度喀拉拉邦默勒布勒姆县的一个城镇。总人口10 1330（2011年）。

## 人口
该地2001年总人口58490人，其中男性28649人，女性29841人；0—6岁人口8924人，其中男4544人，女4380人；识字率80.13%，其中男性为81.56%，女性为78.76%。